# Стефан Верковић
Стефан (Стјепан) Верковић (Угљара код Орашја, 4. март 1821 / 1827 — Софија, 30. децембар 1893) био је српски историчар и колекционар. Постао је познат по збирци народних пјесама Веда Словена, којим је настојао да докаже да су Словени прастановници Балкана и да потичу од Индијаца.

## Илирске идеје
Рођен је 4. марта 1821. или неодређеног датума 1827. у Угљари у Босанској Посавини. Са девет године је остао сироче, па је кратко вријеме живио код родбине, а онда су га 1830. предали на одгој фрањевачком свештенику у Толиси, западно од Градачца. Ту је живио са фрањевцима и 1833. завршио основно образовање. Након тога упутили су га у Фрањевачки самостан у Краљевој Сутјесци, гдје је похађао четири разредна неког вида скраћене гимназије. Са завршетком школовања 1837. посао је фратар и приправник за свештеника. Фрањевци су Верковића 1837. послали у Загреб, гдје је похађао двије године филозофије, што је била уобичајени степеник између гимназије и теолошког или правног факултета. Теолошки факултет је уписао 1839. године. Завршио је три године теологије, а онда је 1843. одустао од школовања.
Школовао се у вријеме Илирског покрета и ступио у контакт са Људевитом Гајем, Вјекославом Бабукићем и Албретом Нугентом и за њих је почео да обавља повјерљиве послове. Прихватио је Гајеве идеје о илирском поријеклу Јужних Словена. Током 1843. Гај или Нугент га је упутио да извиди политичко расположење и успостави контакте дуж јадранске обале, све до Скадра. Тада је боравио у сјеверној Албанији, Косову, Црној Гори, Дубровнику и преко Херцеговине отишао у родну Босну. Крајем 1843. по Нугентовом налогу је отпутовао у Београд и Солун. У Београду је упознао Франтишека Заха и Илију Гарашанина. Једно вријеме, вјероватно до 1848, био је у служби неког властелина. По Гарашаниновом налогу тајно је пратио Михаила Обреновића у Загребу, па је након успјешно обављеног задатак у Крагујевцу добио 200 дуката од Гарашанина. Гарашанин је му додјељивао друге повјерљиве задатке, а 1849. заједно са Матијом Баном је укључен у рад тајне припреме устанка у јужнословенским земљама. Док је Бан био главни за јужне крајеве са средиштем у Дубровнику, Верковић је девет мјесеци као његов курир у Котору преносио пошту од Скадра од Цетиња. Поред основног задужења у то вријеме је почео да скупља стари новац.

## У Македонији
Богословију је напустио и отишао у Београд 1848. године. По упознању са Гарашанином прешао је у православље. У Македонију је упућен с циљем обављања повјерљивих послова за Србију. У Македонији је боравио од 1850. до 1860. године.  Бавио се археологијом, историјом и сакупљао народне пјесме. Један дио пјесама је издао 1860. у Београду под називом Народне пјесме македонских Бугара. У Македонији је сакупио много старих рукописа и књига, а бавио се и трговином антиквитетима. Бугарска влада му је додијелила пензију у замјену за његову збирку антиквитета, па је отада живио у Софији.

## Веда Словена
Био је занесен идејама да су Словени потомци Илира, Трачана и античких Македонаца и да су преносиоци културе, као и Индијци. Надао се да ће помоћу народних предања Помака успјети то да докаже. Идеје је црпио од бугарског псеудоисторичара Раковског, који је тврдио да је грчка митологија настала преправљањем старобугарске митологије, да је бугарски претопљени санскрт и да су Пелазги као учитељи Грка били кроз историју различито ословљавани као Етрурци, Илири, Македонци и као Бугари. Верковић је почео да тражи доказе за оно у шта је вјеровао. Голованов, учитеља из Крушева, почео је да по Верковићевом налогу тражи пјесме о старом македонском цару, о Орфеју и о пресељењу Словена из Индије. Међутим, пошто Гологанов није ништа пронашао, почео је да измишља и продаје Верковићу пјесме, какве је он и тражио.
Верковић је на основу измишљених пјесма објавио књиге Веда Словена у Београду 1874. године. Иако је било неких негативних критика, Верковић је у Санкт Петербургу 1881. објавио други том пјесама. С књигом Веда Словена успјешно је изашао пред московску етнографску изложбу. Иако је био очигледан фалсификат, ипак је требало много времена да се то и потврди. У Русији је живио четрнаест година, а у Бугарску се вратио 1891. године.

## Академска дјелатност
Постао је коресподентни члан Друштва српске словесности 1863. године. За дописног члана Српског ученог друштва именован је 1864. године. Почасни члан Српске краљевске академије постао је 1892. године.